# The Wombats Proudly Present: This Modern Glitch
Albums de The Wombats
A Guide to Love, Loss and Desperation
(2007) Glitterbug
(2015)
Singles
1. Tokyo (Vampires & Wolves)
Sortie : 24 septembre 2010
2. Jump Into the Fog
Sortie : 24 janvier 2011
3. Anti-D
Sortie : 11 avril 2011
4. Techno Fan
Sortie : 5 juin 2011
5. Our Perfect Disease
Sortie : 14 août 2011
6. 1996
Sortie : 7 novembre 2011

This Modern Glitch est le deuxième album du groupe britannique de rock indépendant The Wombats, publié le 22 avril 2011 par 14th Floor Records.

## Liste des chansons
Toutes les chansons sont écrites et composées par The Wombats.
| No  | Titre                     | Durée |
| --- | ------------------------- | ----- |
| 1.  | Our Perfect Disease       | 3:46  |
| 2.  | Tokyo (Vampires & Wolves) | 3:45  |
| 3.  | Jump Into the Fog         | 3:51  |
| 4.  | Anti-D                    | 4:39  |
| 5.  | Last Night I Dreamt...    | 3:32  |
| 6.  | Techno Fan                | 3:58  |
| 7.  | 1996                      | 4:19  |
| 8.  | Walking Disasters         | 4:16  |
| 9.  | Girls/Fast Cars           | 3:35  |
| 10. | Schumacher the Champagne  | 4:50  |